# Literatura francesa a l'edat mitjana
Entenem per literatura francesa medieval aquella literatura produïda abans de l'any 1500 en els diferents dialectes del francès antic i mig en el nord de l'actual França però també en altres espais geogràfics on es parlaren aquestes llengües, com la Gran Bretanya amb l'anglonormand.
Els primers textos francesos amb una intenció literària són textos hagiogràfics dels segles IX i X: la Seqüència de Santa Eulàlia i la Vida de Sant Léger. Però el gran esclat de la literatura francesa és a partir del segle xi.
Els principals gèneres són, per ordre cronològic d'aparició, la cançó de gesta (èpica), de la qual la mostra més antiga és la Chanson de Roland, i la narrativa, el roman (o novel·la), l'autor més representatiu del qual és Chrétien de Troyes. Tampoc no manquen altres manifestacions de la narrativa fora del marc cortès (fabliaux, etc.).
Tot i que també existeix una lírica francesa medieval (p. ex. Conon de Béthune), la tradició lírica més important en l'espai de la Gal·loromània correspon a la poesia trobadoresca en occità.
Cal mencionar també una interessant producció teatral.